# 甲酸亚铁
甲酸亚铁是铁的甲酸盐之一，化学式为Fe(HCOO)2。它的二水合物可由硫酸亚铁和甲酸钠反应得到。它的二水合物在105 °C分解为一水合物，170 °C得到无水物，350 °C生成四氧化三铁。它在二甲基甲酰胺（DMF）中可以形成Fe3(HCOO)6·DMF，它在DMF中和88%甲酸在110 °C反应，可以得到黑色的(Me2NH2)[FeIIFeIII(HCOO)6]和白色的(Me2NH2)[FeII(HCOO)3]晶体混合物。它在水中与甲酸钡共结晶，可以得到复盐Ba2Fe(HCOO)6·4H2O。